# 카르타고주

카르타고주의 위치

카르타고주(스페인어: Provincia de Cartago)는 코스타리카 중부에 위치한 주로 주도는 카르타고이며 면적은 3,124km2, 인구는 490,903명(2011년 기준), 인구 밀도는 160명/km2이다. 8개 현을 관할한다. 동쪽으로는 리몬주, 서쪽으로는 산호세주와 접한다.

주기
주 문장